# IndyACT
indyACT er en international almennyttig organisation, som blev oprettet i Libanon i  juli 2006, af en gruppe erfarne aktivister fra forskellige lande, som var samlet for at rense Libanons kyst og det østlige middelhav, for et olieudslip på godt 10.000 tons, angiveligt forårsaget af israelsk bombning af Jiyeh-elektricitetsværket.
Organisationen formål er bekæmpelse af den globale forurening med en  ideologi, der primært er baseret individuelle gøremål .

## Medlemmer og samarbejdspartnere (2010)
- Global Alliance for Incinerator Alternatives (GAIA) [1]
- Beirut Marathon Association (BMA) [2]
- Heinrich Böll Foundation [3]
- EcoVillage [4]
- xanadu [5]

## Ekstern henvisning
- Officiel hjemmeside for indyACT (engelsk) Arkiveret 31. juli 2010 hos  Wayback Machine